# Notanisomorphella dichocrocae
Notanisomorphella dichocrocae is een vliesvleugelig insect uit de familie Eulophidae. De wetenschappelijke naam is voor het eerst geldig gepubliceerd in 2009 door Yao & Yang.